# Песня воробьёв
«Песня воробьёв» (перс. آواز گنجشکها‎) — фильм снятый в 2008 году.

## Сюжет
Карим работает на страусовой ферме. Однажды, накануне школьных экзаменов, его старшая глухая дочь уронила слуховой аппарат в хранилище воды. У Карима нет ни страховки, ни денег, чтобы купить новый.
Сын Карима, Хуссейн, мечтает очистить хранилище воды, развести там золотых рыбок и стать миллионером.
Карима увольняют с фермы после побега страуса. На своём мотоцикле он начинает работать в Тегеране таксистом, перевозя пассажиров и грузы. На стройках он подбирает части старых домов и привозит домой. Погоня за деньгами меняет характер Карима в худшую сторону.
После ссоры с семьёй Карима завалило собранным строительным мусором. У него сломана нога.
Хуссейн становится кормильцем семьи. Он покупает рыбок, о которых мечтал. Но бочка оказалась дырявой, и почти всех пришлось выпустить в канал.

## Награды
- 4 награды на международном кинофестивале «Фаджр» 2008 года
- Награда лучшему актёру на Берлинском кинофестивале 2008 года
- Награда лучшему актёру на Asia Pacific Screen Award 2008 года